# Maladumba-See
Der Maladumba-See ist ein Binnensee im nigerianischen Bundesstaat Bauchi.

## Lage
Er liegt im Norden des Bauchiplateaus, ca. 120 km nordöstlich der Stadt Bauchi, 18 km südwestlich von Misau und 2 km westlich des Dorfes Shelon, einem Fischerdorf. Er ist ein flacher See mit einer durchschnittlichen Tiefe von ca. zwei Metern und liegt im Flussbett des River Kuka, der in den River Kari mündet. Dieser ist ein Nebenfluss des Komadugu Gana und damit gehört der See zum Flusssystem des Komadugu Yobe im Tschadbecken, der bis in die 1980er Jahre in den Tschadsee mündete.

## Klima
Das Klima in der Region des Sees wird durch eine Trennung in Trocken- und Regenzeit charakterisiert. Die Regenzeit dauert von Mai bis Oktober und erhält seine stärkste Intensität durch das Eintreffen des westafrikanischen Monsuns, ab Juni. Es fallen im Durchschnitt 800 mm Niederschlag in dieser Zeit. Die Trockenzeit dauert von November bis April und wird meteorologisch bestimmt durch den trockenen Nord-Ost-Passat, Harmattan genannt. Die mittleren Temperaturen rangieren von 26 °C während des Harmattan, bis zu 34 °C im April und Mai, der heißen Jahreszeit in der Region.

## Schutzgebiet
Der Maladumba-See belegt im Mittel eine Fläche von 18,6 km² und liegt im 51,8 km² großen Naturschutzgebiet Maladumba Lake Forest Reserve, das seit dem 30. April 2008 in die Liste der Feuchtgebiete mit internationaler Bedeutung der Ramsar-Konvention aufgenommen wurde. Der See ist ca. 5 km lang, hat eine mittlere Breite von 300 bis 400 Metern und beherbergt zahlreiche Vertreter der Flora und Fauna in der Region des Sudans.

## Flora und Fauna
Im See kommen Fischarten aus 29 Fischgattungen vor, darunter der Großnilhecht (Gymnarchus niloticus), Riesenbarsche (Latidae), Stachelwelse (Bagridae) und Hydrocynus sp. Im umliegenden Forest Reserve kommen 175 verschiedene Pflanzenarten vor, darunter 26 Hartholzgewächse der Busch- und Baumarten. Zu diesen gehören die Acacia kamerunensis, Acacia nilotica, Combretum nigricans, Combretum molle, Tamarindus indica, Holarrhena floribunda, Burkea africana, Anogeissus leocarpa und Adansonia digitata. In diesem Gebiet leben unter anderem der Kaffernbüffel (Syncerus caffer), Buschbock (Tragelaphus scriptus), Erdferkel (Orycteropus afer), Afrikanische Zibetkatze (Civettictis civetta), Ginsterkatzen (Genetta sp.), Afrikanischer Quastenstachler (Atherurus africanus), Husarenaffen (Erythrocebus patas) und Warane (Varanus sp.)